# Leinpfadkanal
El Leinpfadkanal o canal del camí de sirga és un canal que va excavar-se als prats molls al marge esquerre del riu Alster a Hamburg (Alemanya) entre 1861 o 1891 quan el poble -aleshores rural- de Winterhude va urbanitzar-se i atreure molts ciutadans benestants.
De nord a sud, es connecta una primera vegada amb l'Alster a prop del carrer Hudtwalckerstraße, una segona vegada a dalt de la Maria-Louisen-Straße i una tercera vegada via el Rondeelkanal a prop de la Blumenstraße. Els marges del canal van integrar-se en els patis privats de les vil·les que l'envolten i no són pas accessibles. Segons la llei sobre la classificació de les aigües superiors de l'estat d'Hamburg, és un curs d'aigua de primera categoria.
El canal va crear-se l'any 1861 quan l'orfebre Adolph Sierich va urbanitzar els prats molls al marge esquerre de l'Alster del mas que son pare va comprar el 1839. El canal va servir per al desguàs i per a alçar el terra al costat i permetre així la construcció. El promotor immobiliari Sierich va donar els noms dels seus familiars (sa esposa Maria Louise, sa mare Dorothea ecc.) als carrers traçats al barri nou als afores del canal. L'encant del lloc i la proximitat de la ciutat van fer-ne un barri de vil·les i pisos més elegants i cars de la ciutat. Les vores no són pas accessibles als passejants, només es pot admirar l'arquitectura des d'una canoa, car el canal és públic.
El nom prové del nom del carrer Leinpfad o camí de sirga al llarg de l'Alster que corre més o menys paral·lel al canal.

## Galeria d'imatges

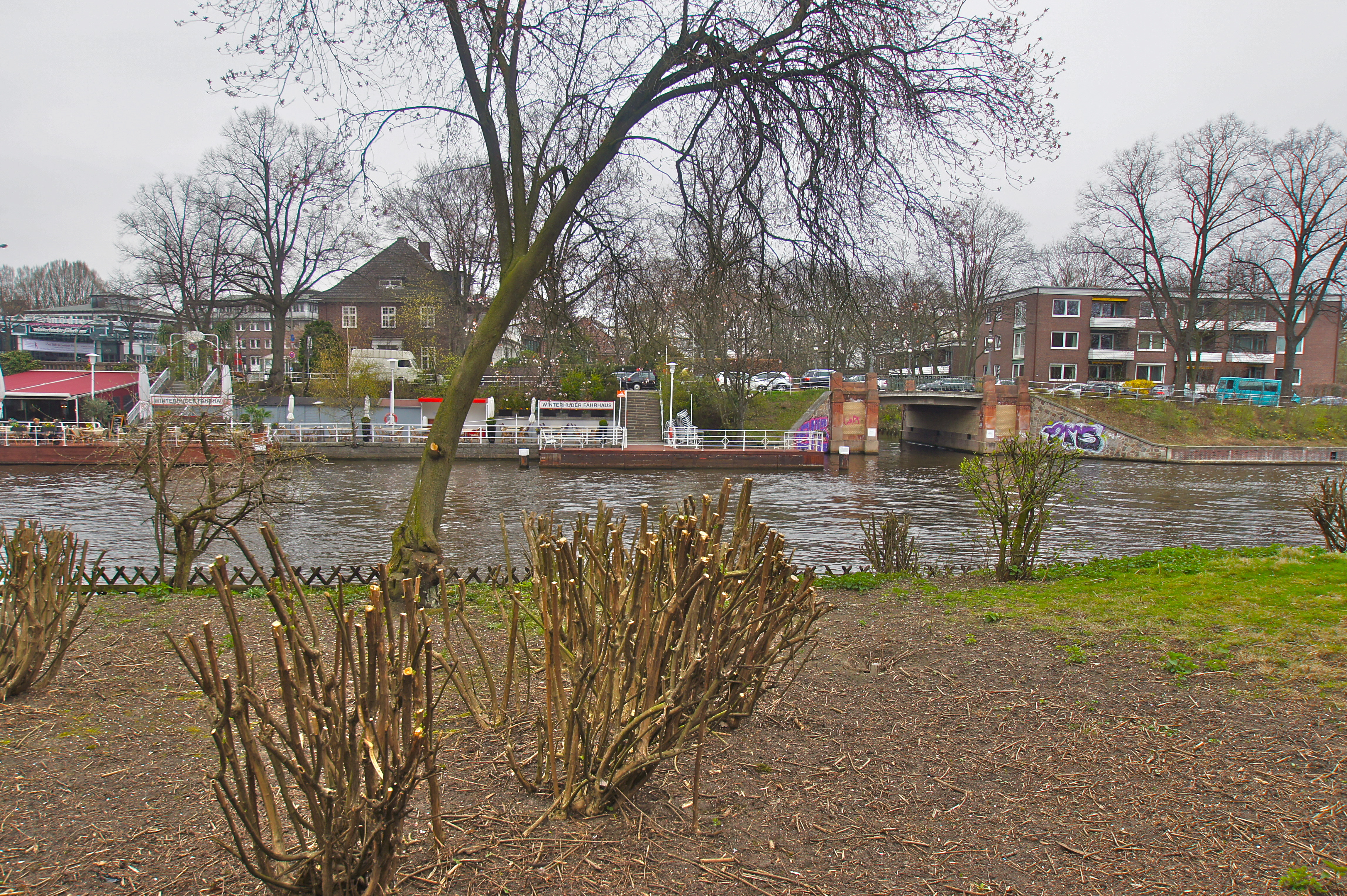
Aiguabarreig del canal (segon pla) i de l'Alster, vist des d'Eppendorf
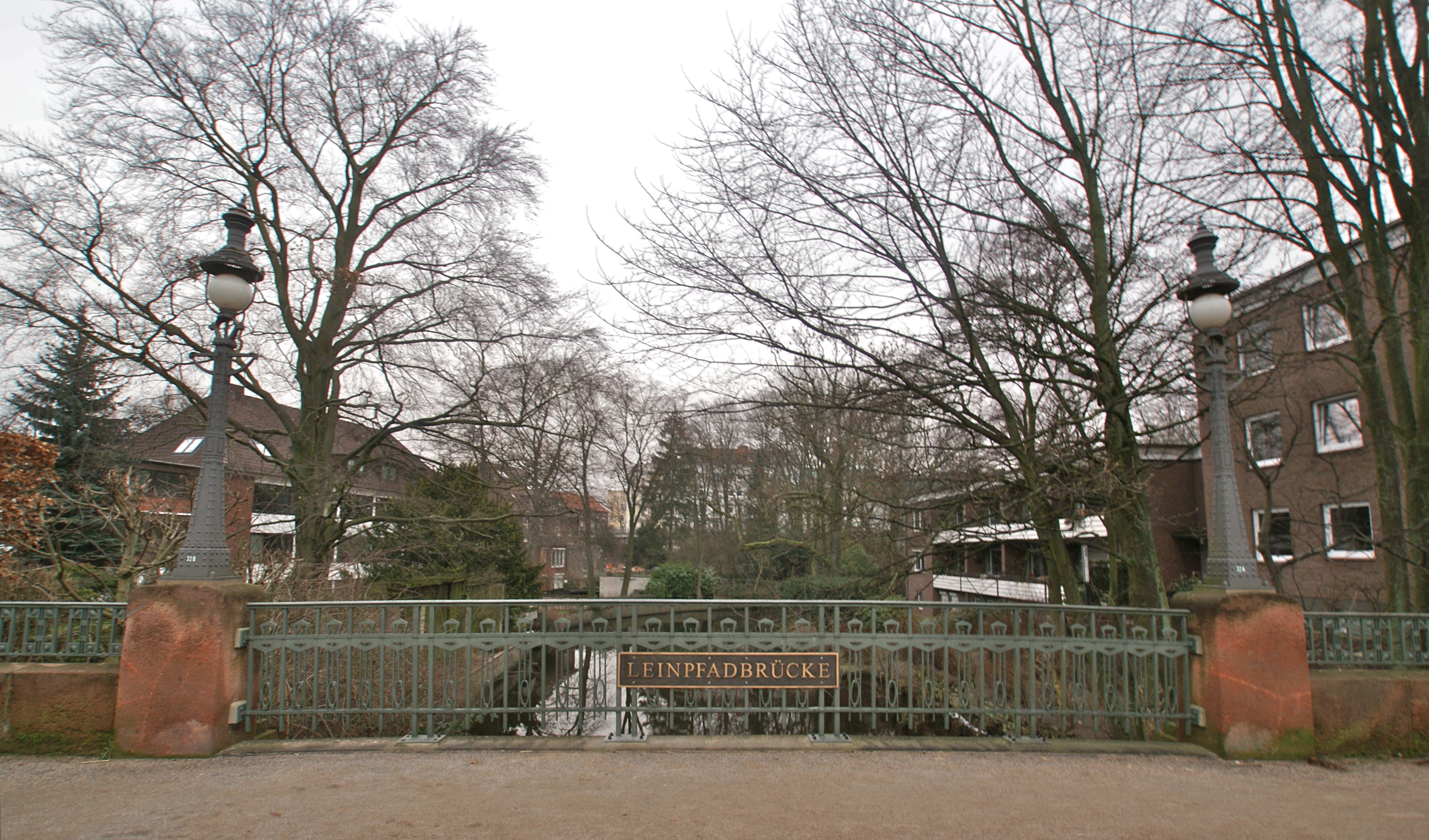
El pont del Leinpfad
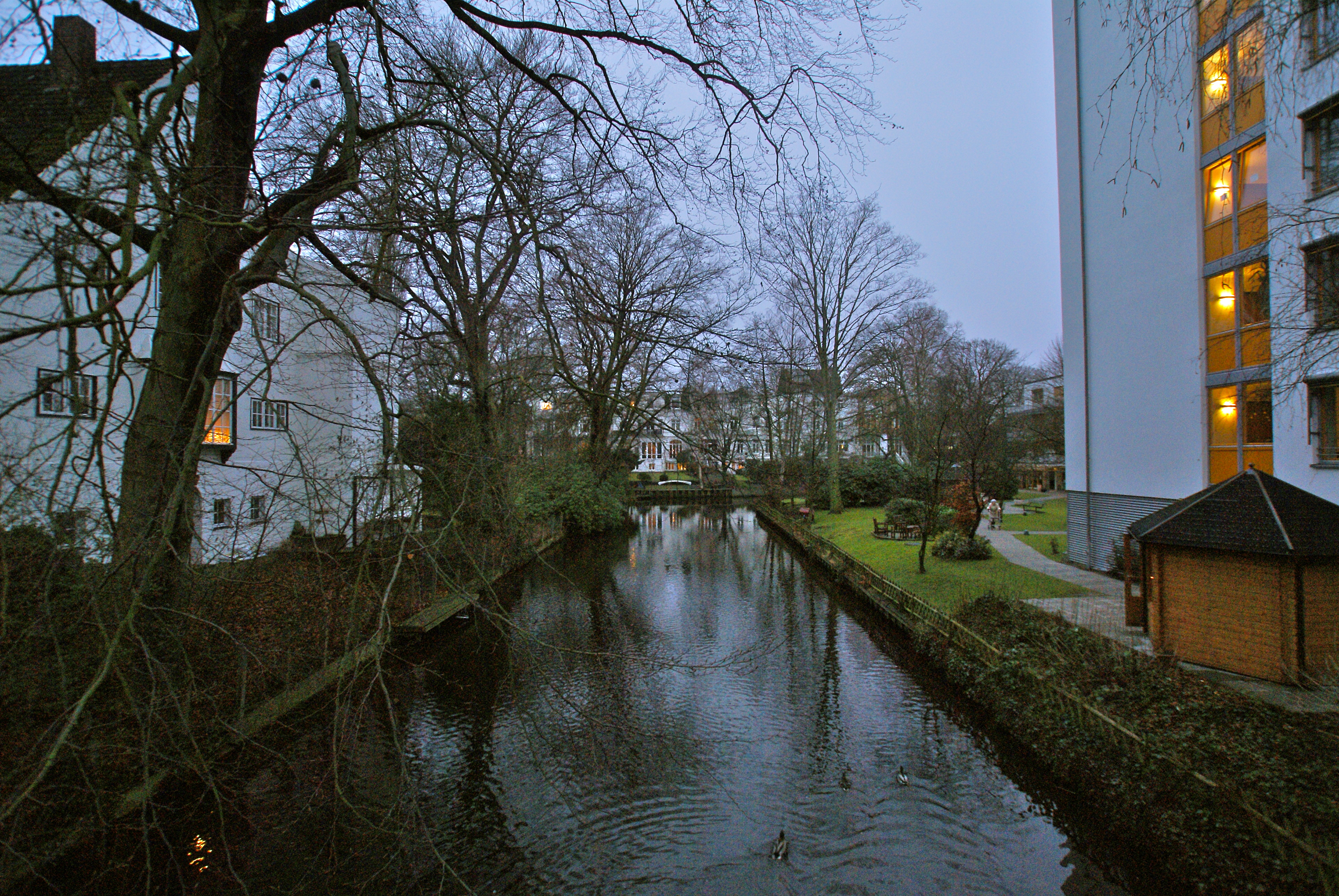
El canal vist des del pont del carrer Marie-Louisen-Straße
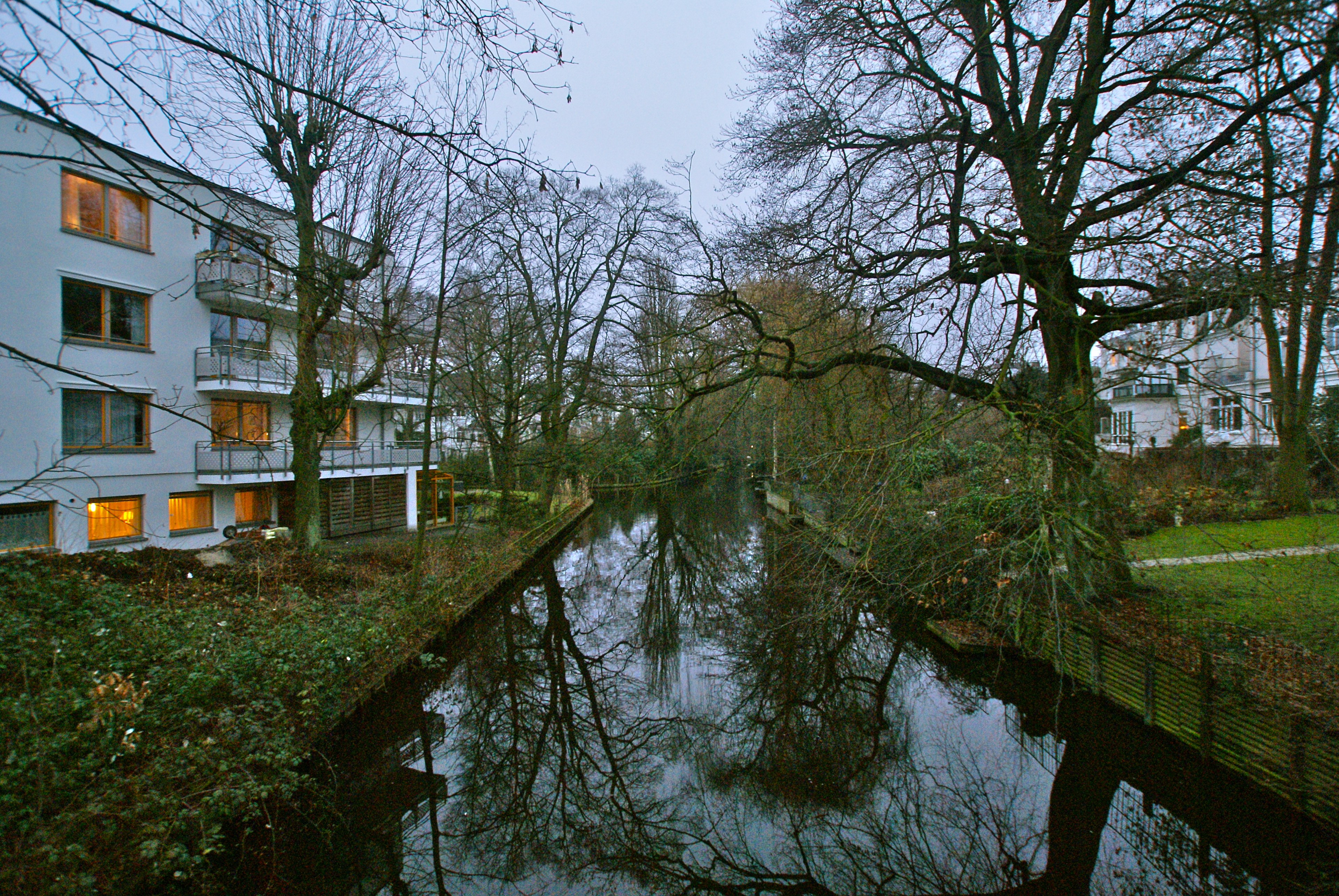
Vil·les antigues i pisos moderns al marge del canal
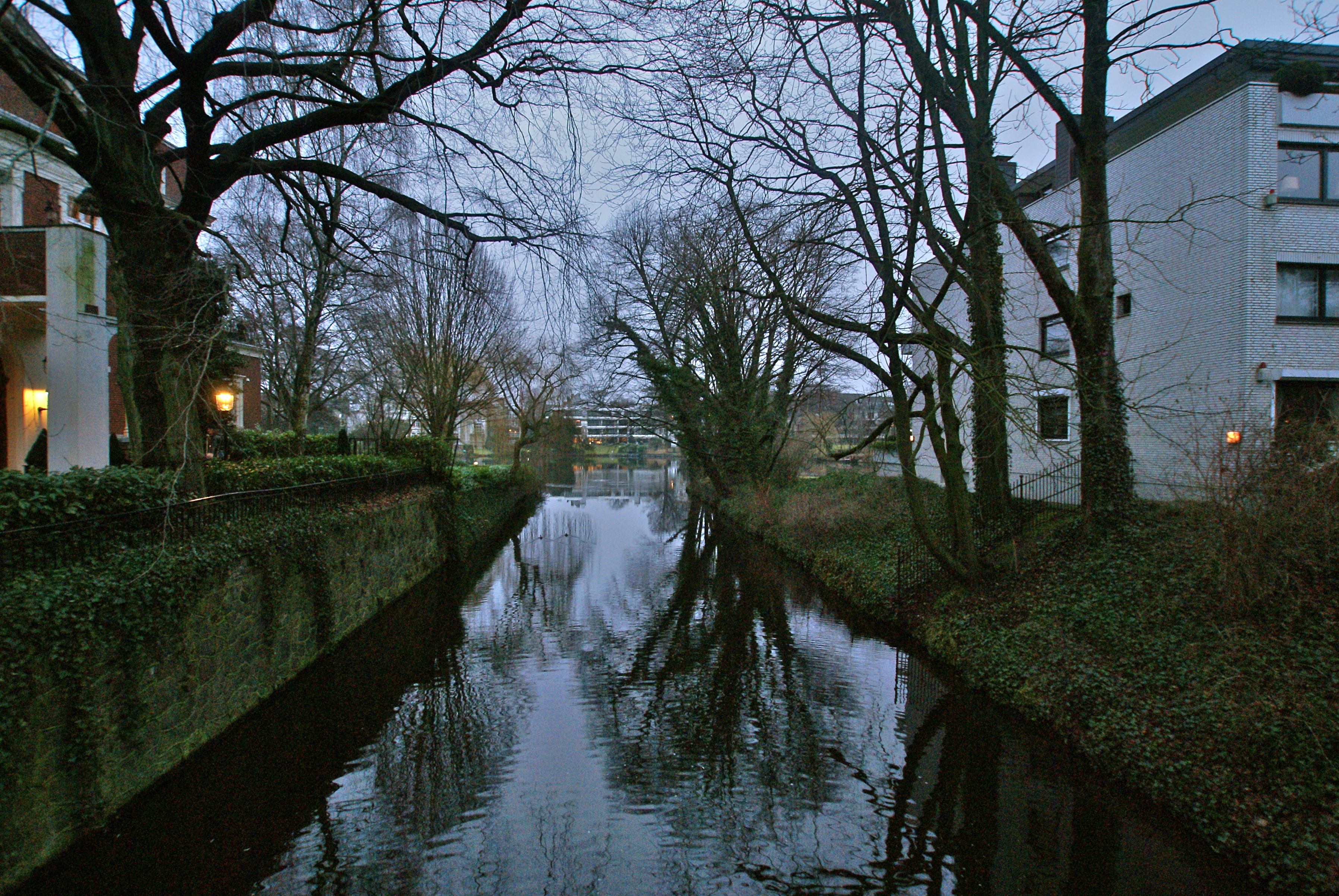
El canal del Leinpfad i del Rondeel
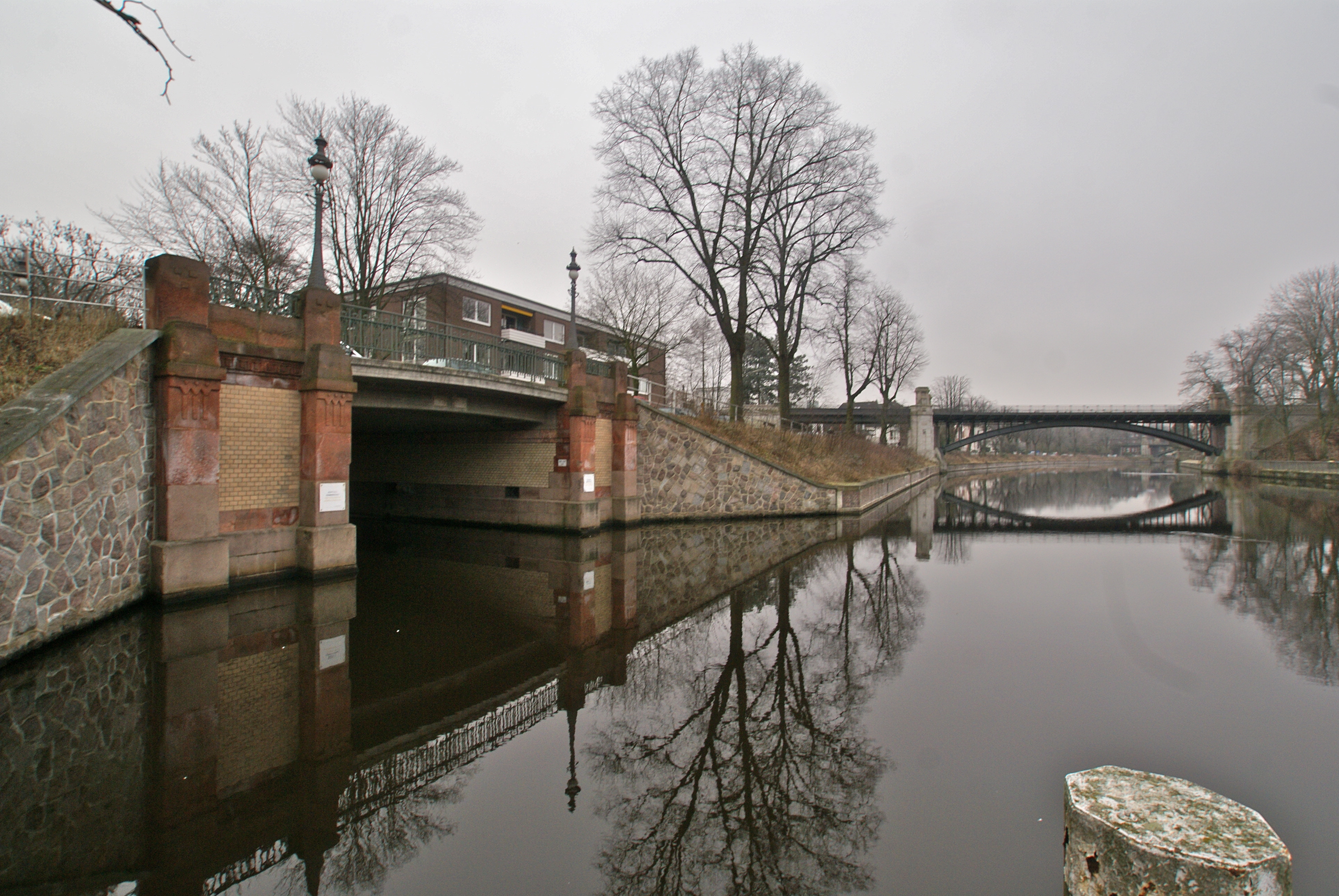
Aiguabarreig del canal (esquerra) i de l'Alster